# Frederik Ferdinand af Slesvig-Holsten-Sønderborg-Glücksborg (1913-1989)
Prins Frederik Ferdinand til Slesvig-Holsten-Sønderborg-Glücksborg (tysk: Friedrich Ferdinand Prinz zu Schleswig-Holstein-Sonderburg-Glücksburg) (født 14. maj 1913 i Gotha, død 31. maj 1989 på Glücksborg Slot) var en tysk prins og officer fra Huset Glücksborg. Han var søn af Prins Albrecht af Slesvig-Holsten-Sønderborg-Glücksborg og sønnesøn af Hertug Frederik af Slesvig-Holsten-Sønderborg-Glücksborg.